# ويليام هنري إروين
ويليام هنري إروين (بالإنجليزية: William Henry Irwin)‏ هو صحفي أمريكي، ولد في 14 سبتمبر 1873، وتوفي في 24 فبراير 1948.

## وصلات خارجية
- ويليام هنري إروين على موقع IMDb (الإنجليزية)